# 赤岗街道
赤岗街道，是中华人民共和国广东省广州市海珠区下辖的一个乡镇级行政单位。

## 行政区划
赤岗街道下辖以下地区：
下渡社区、鹭江社区、大江涌社区、客村社区、珠影社区、七所社区、赤岗社区、毛纺社区、赤塘社区、七星岗社区、石榴岗社区、大江苑社区、竹园社区、南贤社区、江景社区、鸿运社区、金星社区、愉景雅苑社区、江丽社区、汇美社区、新鸿社区和珠江帝景社区。

## 交通

### 地铁
- █广州地铁3号线：广州塔站
- █广州地铁8号线：鹭江站、客村站、赤岗站
- █广州地铁12号线：赤岗塔站
- █珠江新城旅客自动输送系统：广州塔站